# You Chang Chu
You Chang Chu, (ibland stavat You Chang Zhu),, född 1924, var en kinesisk botaniker.
Auktorsnamnet Y.C.Chu kan användas för You Chang Chu i samband med ett vetenskapligt namn inom botaniken; se Wikipediaartiklar som länkar till auktorsnamnet.
Hans gebit är spermatophytes (fröväxter).